# 日本ファシリティ・ソリューション
日本ファシリティ・ソリューション株式会社（にほんファシリティソリューション）は、東京電力（当時）・三菱商事・関電工・山武（当時）の共同出資で設立された、ESCO事業（効果保証付き省エネルギーサービス）を主軸とする省エネルギー・CO2削減サービス企業である。通称「JFS」。

## 概要
2000年12月、東京電力・三菱商事・関電工・山武の共同出資のもとに設立された。ESCO事業の主要企業として、大規模建物を中心に数多くのプロジェクトで省エネルギーサービスを提供している。
近年は通常のESCOサービスに加えて、大型エネルギーセンターの運営や新築 ESCO、W保証ESCO（省エネとCO2削減の両方を保証）とサービスメニューを拡大している。
また2008年度からは、改正省エネ法への対応ツールとして、インターネット上で企業全体のエネルギー管理を行える新サービス「＠エナジー」を開始した。
財団法人省エネルギーセンター主催の優良ESCO事業表彰を複数回受賞している。

## 沿革
- 2000年（平成12年）12月 - 東京電力、三菱商事、関電工、山武の4社による共同出資により設立。
- 2001年（平成13年）
  - 4月 - ESCO推進協議会に正会員として加盟。
  - 12月 - グリーン購入法にもとづく中央省庁初の省エネルギー診断を受注。
- 2004年（平成16年）
  - 7月 - 財団法人ヒートポンプ・蓄熱センター主催の「第7回蓄熱のつどい」で表彰。
  - 9月 - 独立行政法人初のESCO事業公募で最優秀提案者に選定。
- 2005年（平成17年）
  - 1月 - 海外でのエネルギーコンサルティング事業を開始（タイ、中国、マレーシア、フィリピン、ブルガリアなど）。
  - 3月 - 東京都初のESCO事業公募で最優秀提案者に選定。
- 2006年（平成18年）1月 - 財団法人省エネルギーセンター主催の第1回優良ESCO事業表彰で特別賞を受賞。
- 2007年（平成19年）12月 -「Ｗ保証ESCOサービス」を開始。
- 2008年（平成20年）
  - 1月 - 財団法人省エネルギーセンター主催の第3回優良ESCO事業表彰で金賞を受賞。
  - 3月 -「CO2クレジット小口販売サービス」を開始。
  - 11月 -「＠エナジーサービス」を開始。
- 2009年（平成21年）
  - 1月 - 国内クレジット制度に事業申請。
  - 2月 - 財団法人省エネルギーセンター主催の第4回優良ESCO事業表彰で金賞を受賞。